# Matéria nuclear
Matéria nuclear é um estado da matéria que consiste de prótons e nêutrons, comprimidos ao ponto deles formarem uma gás degenerado de Fermi.

## Ocorrência natural
Aglomerados macroscópicos de matéria nuclear em equilíbrio termodinâmico tendem a ser eletricamente neutros, e contém principalmente nêutrons com alguma mistura adicional de prótons e elétrons. Uma estrela de nêutrons é uma grande aglomerado gravitacionalmente limitado de matéria nuclear eletricamente neutra, na qual a pressão vai de zero (na superfície) até um valor desconhecido no centro. Uma idealização comum é a matéria nuclear simétrica, a qual consiste de igual número de prótons e nêutrons, sem elétrons. Núcleos atômicos são aglomerados de aproximadamente simétrica matéria nuclear, ligados pela força nuclear forte (residual) a pressão zero.
Quando matéria nuclear é comprimida a suficientemente alta densidade, se espera, sobre as bases da liberdade assintótica da cromodinâmica quântica, que se tornará matéria quark, a qual é é um gás degenerado de Fermi de quarks.

## Importância para física e a cosmologia
A física de íons pesados acelerados a velocidades relativísticas (parcelas significativas da velocidade da luz) tem como objetivo principal o estudo do comportamento da matéria nuclear em condições extremas de temperatura e pressão. Se espera que a matéria nuclear, ao ser extremamente comprimida ou aquecida, passe por transições de fase, gerando novos estados. Um dos estados teoricamente previstos para a matéria nuclear nestas condições é o chamado Plasma de Quarks e Glúons. Acredita-se que neste estado os quarks e glúons, constituintes mais elementares da matéria nuclear, não estariam mais confinados em hádrons, passando a formar um plasma de partículas livres.
Segundo a teoria cosmológica do Big Bang, esse seria uma das fases que o nosso Universo se apresentaria nos primeiros micro-segundos de sua existência.
Laboratorialmente, pode-se comprimir ou aquecer a matéria nuclear colidindo-se núcleos de elementos pesados, como o ouro ou o chumbo, a energias muitos altas (relativísticas), correspondentes as energias cinéticas a tais velocidades.
Tais pesquisas são de extrema importância para o entendimento da matéria nuclear, seus constituintes e a forma como eles interagem entre si (a chamada força nuclear forte). Elas devem trazer informações primordiais para a teoria da Cromodinâmica Quântica, que é a teoria fundamental que até o momento descreve melhor a interação forte.

## Desenvolvimentos
Seções de matéria de neutrino e taxas de interação são estudadas nos núcleos em colapso de supernovas, e muito provavelmente, para o mecanismo de explosão destes corpos celestes e o estudo do comportamento da matéria próton-nêutron implica como tais resíduos (núcleos) esfriam.
Novas formas de matéria nuclear tem sido descobertas no CERN em experimentos a alta energia de íons de chumbo (160 GeV/núcleon, vezes 208 núcleons, para um total de energia de aproximadamente 33 TeV) com colisões em alvos fixos de átomos chumbo ou ouro.
São investigados coeficientes de simetria de energia de matéria nuclear assimétrica como o inverso de matéria nuclear polarizada.
Estuda-se as fases da matéria nuclear e as alterações no comportamento do gás ideal sob o qual são modelados em comportamento.
Estuda-se as implicações das interações próton-nêutron em matérias nucleares frias, tais como possíveis em estrelas de nêutrons.
Estuda-se o comportamento da matéria nuclear a partir da multifragmentação de dados da ISiS e EOS pelo formalismo de Fisher, modificado em acordo a energia de Coulomb procurando determinar os expoentes críticos, o coeficiente de energia de superfície, a curva de coexistência de matéria nuclear finita e a localização do ponto crítico.
Discutem-se formas "exóticas" de matéria nuclear, como matéria hiperiônica, condensados "kaon" e matéria quark. (em inglês)